# شهرستان هونگتونگ
شهرستان هونگتونگ (به لاتین: Hongtong County) یک منطقهٔ مسکونی در چین است که در لینفن واقع شده‌است.